# Gwalior
Gwalior là một thành phố và là nơi đặt hội đồng thành phố (municipal corporation) của quận Gwalior thuộc bang Madhya Pradesh, Ấn Độ.

## Địa lý
Gwalior có vị trí 26°13′B 78°11′Đ / 26,22°B 78,18°Đ Nó có độ cao trung bình là 197 mét (646 feet).

## Nhân khẩu
Theo điều tra dân số năm 2001 của Ấn Độ, Gwalior có dân số 826.919 người. Phái nam chiếm 54% tổng số dân và phái nữ chiếm 46%. Gwalior có tỷ lệ 70% biết đọc biết viết, cao hơn tỷ lệ trung bình toàn quốc là 59,5%: tỷ lệ cho phái nam là 76%, và tỷ lệ cho phái nữ là 63%. Tại Gwalior, 13% dân số nhỏ hơn 6 tuổi.